# 路易斯·戴维·马丁内斯
路易斯·戴维·马丁内斯（西班牙語：Luis David Martínez，1989年5月12日—），委内瑞拉男子网球运动员，目前专攻双打。他代表委内瑞拉队参加戴维斯杯。
截至2025年5月，马丁内斯在ATP挑战巡回赛有12个双打冠军，在ITF男子世界网球巡回赛有21个双打冠军。